# Romario Ibarra
Romario Andrés Ibarra Mina (Atuntaqui, 24 settembre 1994) è un calciatore ecuadoriano, attaccante dell'Independiente del Valle.

## Statistiche

### Cronologia presenze e reti in nazionale
| Cronologia completa delle presenze e delle reti in nazionale ― Ecuador | Cronologia completa delle presenze e delle reti in nazionale ― Ecuador | Cronologia completa delle presenze e delle reti in nazionale ― Ecuador | Cronologia completa delle presenze e delle reti in nazionale ― Ecuador | Cronologia completa delle presenze e delle reti in nazionale ― Ecuador | Cronologia completa delle presenze e delle reti in nazionale ― Ecuador | Cronologia completa delle presenze e delle reti in nazionale ― Ecuador | Cronologia completa delle presenze e delle reti in nazionale ― Ecuador |
| Data                                                                   | Città                                                                  | In casa                                                                | Risultato                                                              | Ospiti                                                                 | Competizione                                                           | Reti                                                                   | Note                                                                   |
| ---------------------------------------------------------------------- | ---------------------------------------------------------------------- | ---------------------------------------------------------------------- | ---------------------------------------------------------------------- | ---------------------------------------------------------------------- | ---------------------------------------------------------------------- | ---------------------------------------------------------------------- | ---------------------------------------------------------------------- |
| 5-10-2017                                                              | Santiago del Cile                                                      | Cile                                                                   | 2 – 1                                                                  | Ecuador                                                                | Qual. Mondiali 2018                                                    | 1                                                                      | 82’                                                                    |
| 10-10-2017                                                             | Quito                                                                  | Ecuador                                                                | 1 – 3                                                                  | Argentina                                                              | Qual. Mondiali 2018                                                    | 1                                                                      |                                                                        |
| 7-9-2018                                                               | Harrison                                                               | Giamaica                                                               | 0 – 2                                                                  | Ecuador                                                                | Amichevole                                                             | -                                                                      | 63’                                                                    |
| 11-9-2018                                                              | Bridgeview                                                             | Ecuador                                                                | 2 – 0                                                                  | Guatemala                                                              | Amichevole                                                             | 1                                                                      | 73’                                                                    |
| 20-11-2018                                                             | Panama                                                                 | Panama                                                                 | 1 – 2                                                                  | Ecuador                                                                | Amichevole                                                             | -                                                                      | 65’                                                                    |
| 21-3-2019                                                              | Harrison                                                               | Stati Uniti                                                            | 1 – 0                                                                  | Ecuador                                                                | Amichevole                                                             | -                                                                      | 71’                                                                    |
| 26-3-2019                                                              | Harrison                                                               | Honduras                                                               | 0 – 0                                                                  | Ecuador                                                                | Amichevole                                                             | -                                                                      | 46’                                                                    |
| 1-6-2019                                                               | Miami                                                                  | Venezuela                                                              | 1 – 1                                                                  | Ecuador                                                                | Amichevole                                                             | -                                                                      | 70’                                                                    |
| 10-6-2019                                                              | Arlington                                                              | Messico                                                                | 3 – 2                                                                  | Ecuador                                                                | Amichevole                                                             | -                                                                      | 89’                                                                    |
| 16-6-2019                                                              | Belo Horizonte                                                         | Uruguay                                                                | 4 – 0                                                                  | Ecuador                                                                | Coppa America 2019 - 1º turno                                          | -                                                                      | 46’                                                                    |
| 21-6-2019                                                              | Salvador                                                               | Ecuador                                                                | 1 – 2                                                                  | Cile                                                                   | Coppa America 2019 - 1º turno                                          | -                                                                      | 69’                                                                    |
| 25-6-2019                                                              | Belo Horizonte                                                         | Ecuador                                                                | 1 – 1                                                                  | Giappone                                                               | Coppa America 2019 - 1º turno                                          | -                                                                      | 83’                                                                    |
| 6-9-2019                                                               | Harrison                                                               | Perù                                                                   | 0 – 1                                                                  | Ecuador                                                                | Amichevole                                                             | -                                                                      | 68’                                                                    |
| 10-9-2019                                                              | Cuenca                                                                 | Ecuador                                                                | 3 – 0                                                                  | Bolivia                                                                | Amichevole                                                             | -                                                                      | 85’                                                                    |
| 14-11-2019                                                             | Portoviejo                                                             | Ecuador                                                                | 3 – 0                                                                  | Trinidad e Tobago                                                      | Amichevole                                                             | -                                                                      | 43’                                                                    |
| 19-11-2019                                                             | Harrison                                                               | Ecuador                                                                | 0 – 1                                                                  | Colombia                                                               | Amichevole                                                             | -                                                                      | 70’                                                                    |
| 8-10-2020                                                              | Buenos Aires                                                           | Argentina                                                              | 1 – 0                                                                  | Ecuador                                                                | Qual. Mondiali 2022                                                    | -                                                                      | 79’                                                                    |
| 13-10-2020                                                             | Quito                                                                  | Ecuador                                                                | 4 – 2                                                                  | Uruguay                                                                | Qual. Mondiali 2022                                                    | -                                                                      | 69’                                                                    |
| 24-3-2022                                                              | Ciudad del Este                                                        | Paraguay                                                               | 3 – 1                                                                  | Ecuador                                                                | Qual. Mondiali 2022                                                    | -                                                                      | 46’                                                                    |
| 29-3-2022                                                              | Guayaquil                                                              | Ecuador                                                                | 1 – 1                                                                  | Argentina                                                              | Qual. Mondiali 2022                                                    | -                                                                      | 60’                                                                    |
| 6-6-2022                                                               | Chicago                                                                | Messico                                                                | 0 – 0                                                                  | Ecuador                                                                | Amichevole                                                             | -                                                                      | 68’                                                                    |
| 12-6-2022                                                              | Fort Lauderdale                                                        | Ecuador                                                                | 1 – 0                                                                  | Capo Verde                                                             | Amichevole                                                             | -                                                                      | 46’ 67’                                                                |
| 23-9-2022                                                              | Murcia                                                                 | Arabia Saudita                                                         | 0 – 0                                                                  | Ecuador                                                                | Amichevole                                                             | -                                                                      | 66’                                                                    |
| 27-9-2022                                                              | Düsseldorf                                                             | Giappone                                                               | 0 – 0                                                                  | Ecuador                                                                | Amichevole                                                             | -                                                                      | 46’                                                                    |
| 12-11-2022                                                             | Madrid                                                                 | Ecuador                                                                | 0 – 0                                                                  | Iraq                                                                   | Amichevole                                                             | -                                                                      | 46’                                                                    |
| 20-11-2022                                                             | Al Khawr                                                               | Qatar                                                                  | 0 – 2                                                                  | Ecuador                                                                | Mondiali 2022 - 1º turno                                               | -                                                                      | 68’                                                                    |
| 25-11-2022                                                             | Al Rayyan                                                              | Paesi Bassi                                                            | 1 – 1                                                                  | Ecuador                                                                | Mondiali 2022 - 1º turno                                               | -                                                                      | 90’                                                                    |
| Totale                                                                 |                                                                        | Presenze                                                               | 27                                                                     |                                                                        | Reti                                                                   | 3                                                                      |                                                                        |

## Palmarès

### Club

#### Competizioni nazionali
- Primera Categoría Serie B: 1

Universidad Católica: 2012